# Deutsche Kurzbahnmeisterschaften 2004
Die Deutschen Kurzbahnmeisterschaften 2004 im Schwimmen fanden vom 25. bis 28. November 2004 im Essener Hauptbad statt und wurden von der SG Essen organisiert. Der Veranstalter war der Deutsche Schwimm-Verband. Der Wettkampf diente gleichzeitig als Qualifikationswettkampf für die Kurzbahneuropameisterschaften 2004 in Wien. Es wurden bei Männern und Frauen Wettkämpfe in je 20 Disziplinen ausgetragen, darunter zwei Staffelwettkämpfe.
| Disziplin           | Männer                                                                 | Männer                                                                 | Männer   | Frauen                                                                      | Frauen                                                                      | Frauen   |
| Disziplin           | Name                                                                   | Verein                                                                 | Zeit     | Name                                                                        | Verein                                                                      | Zeit     |
| 050 m Freistil      | Carsten Dehmlow                                                        | SGS Hamburg                                                            | 00:21,94 | Dorothea Brandt                                                             | SG Neukölln Berlin                                                          | 00:24,70 |
| 100 m Freistil      | Jens Schreiber                                                         | W98 Hannover                                                           | 00:48,54 | Petra Dallmann                                                              | SV Nikar Heidelberg                                                         | 00:54,24 |
| 200 m Freistil      | Jens Schreiber                                                         | W98 Hannover                                                           | 01:45,92 | Meike Freitag                                                               | SG Frankfurt                                                                | 01:57,69 |
| 400 m Freistil      | Stefan Herbst                                                          | SSV Leutzsch                                                           | 03:46,00 | Petra Dallmann                                                              | SV Nikar Heidelberg                                                         | 04:08,89 |
| 800 m Freistil      | Toni Franz                                                             | SC DHfK Leipzig                                                        | 07:49,30 | Jana Henke                                                                  | OSC Potsdam                                                                 | 08:35,78 |
| 1500 m Freistil0    | Toni Franz                                                             | SC DHfK Leipzig                                                        | 15:09,09 | Jana Henke                                                                  | OSC Potsdam                                                                 | 16:29,25 |
| 050 m Brust         | Mark Warnecke                                                          | SV Cannstatt                                                           | 00:27,74 | Janne Schäfer                                                               | TV Jahn Wolfsburg                                                           | 00:31,06 |
| 100 m Brust         | Kamil Kasprowicz                                                       | SC Rote Erde Hamm                                                      | 01:00,09 | Sarah Poewe                                                                 | SG Bayer                                                                    | 01:07,18 |
| 200 m Brust         | Frank Schmidt                                                          | SSG Saar Max Ritter                                                    | 02:10,86 | Simone Weiler                                                               | SV Nikar Heidelberg                                                         | 02:23,95 |
| 050 m Schmetterling | Thomas Rupprath                                                        | W98 Hannover                                                           | 00:23,00 | Daniela Samulski                                                            | SG Bayer                                                                    | 00:26,97 |
| 100 m Schmetterling | Thomas Rupprath                                                        | W98 Hannover                                                           | 00:50,96 | Annika Mehlhorn                                                             | SG ACT / Baunatal                                                           | 00:59,84 |
| 200 m Schmetterling | Thomas Rupprath                                                        | W98 Hannover                                                           | 01:52,27 | Annika Mehlhorn                                                             | SG ACT / Baunatal                                                           | 02:11,14 |
| 050 m Rücken        | Thomas Rupprath                                                        | W98 Hannover                                                           | 00:23,42 | Janine Pietsch                                                              | SC Delphin Ingolstadt                                                       | 00:27,46 |
| 100 m Rücken        | Thomas Rupprath                                                        | W98 Hannover                                                           | 00:51,33 | Janine Pietsch                                                              | SC Delphin Ingolstadt                                                       | 00:59,39 |
| 200 m Rücken        | Sebastian Halgasch                                                     | SC DHfK Leipzig                                                        | 01:56,05 | Jenny Mensing                                                               | SG Neukölln Berlin                                                          | 02:08,56 |
| 100 m Lagen         | Oliver Wenzel                                                          | SG Neukölln Berlin                                                     | 00:54,24 | Teresa Rohmann                                                              | SSG 81 Erlangen                                                             | 01:02,20 |
| 200 m Lagen         | Kamil Kasprowicz                                                       | SC Rote Erde Hamm                                                      | 01:58,21 | Teresa Rohmann                                                              | SSG 81 Erlangen                                                             | 02:10,10 |
| 400 m Lagen         | Łukasz Wójt                                                            | EOSC Offenbach                                                         | 04:11,53 | Teresa Rohmann                                                              | SSG 81 Erlangen                                                             | 04:36,41 |
| 4 × 50 m Freistil   | SV Wasserfreunde 1898 Hannover Kunzelmann, Schreiber, Rupprath, Conrad | SV Wasserfreunde 1898 Hannover Kunzelmann, Schreiber, Rupprath, Conrad | 01:28.18 | SG Bayer Wuppertal/Uerdingen/Dormagen Samulski, Schneider, Lihs, Sommerfeld | SG Bayer Wuppertal/Uerdingen/Dormagen Samulski, Schneider, Lihs, Sommerfeld | 01:44.93 |
| 4 × 50 m Lagen      | SV Wasserfreunde 1898 Hannover Rupprath, Wessels, Conrad, Schreiber    | SV Wasserfreunde 1898 Hannover Rupprath, Wessels, Conrad, Schreiber    | 01:37.00 | SSG 81 Erlangen Nebel, Rohmann, Gottschalk, Götz                            | SSG 81 Erlangen Nebel, Rohmann, Gottschalk, Götz                            | 01:54.48 |

1. ↑  Deutscher Altersklassenrekord für 19-Jährige
2. ↑  Deutscher Altersklassenrekord für 18-Jährige
3. 1 2  Deutscher Altersklassenrekord für 17-Jährige